# Seyguia
Seyguia es una localidad peruana ubicada en el distrito de Copa, perteneciente a la provincia de Cajatambo del departamento de Lima, al centro oeste del Perú. 

## Ubicación
Seyguia se ubica al noreste de la provincia de Cajatambo, en el distrito de Copa, en el departamento de Lima.

## Demografía
En 2017 Seyguia tenía una población de 3 habitantes.